# 比克费尔德附近格沙伊德
比克费尔德附近格沙伊德是奥地利施蒂利亚州魏茨县的一个市镇。总面积15.05平方公里，总人口932人，人口密度61.9人/平方公里（2005年）。